# الوجود والعدم

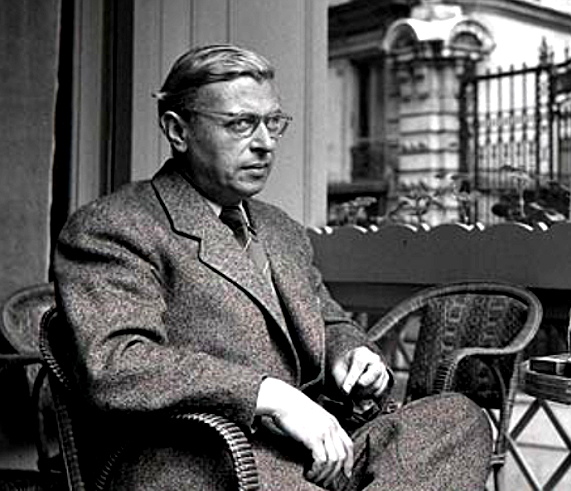
صورة لجان بول سارتر تم إلتقاطها عام 1950

الوجود والعدم: بحث في الأنطولوجيا الفنومينولوجية (بالفرنسية: L'Être et le néant: Essai d'ontologie phénoménologique)، هو كتاب فلسفي للفيلسوف جان بول سارتر كتبه في عام 1943. يعتبر الكتاب من الكتب التأسيسية في الفلسفة الوجودية، حتى إنه يعرف بـ«إنجيل الوجوديّة». ولذلك فإن هدف سارتر الرئيسي في الكتاب هو تأكيد المعتقد الرئيسي في الوجودية، وهو أن وجود المرء يسبق ماهيته ("الوجود يسبق الماهية"). اهتمام سارتر الأساسي في الكتاب كان إثبات وجود حرية الإرادة. بينما كان سجين حرب في عامي 1940 و1941، قرأ سارتر الوجود والزمان لهايدغر، وهو دراسة أونتولوجيّة من خلال نهج الفينموينولوجيا الهوسرلية (كان هوسرل معلّم هايدجر). قراءة «الوجود والزمان» ألهمت سارتر واستهلّت مساره الفكري، وقد كتب كتابه هذا على نفس المنوال كما يوحي العنوان.
لكن رغم تأثره بهايدجر، كان سارتر يشكّ بشدة في أي مقياس يمكّن الإنسان من الوصول إلى الاكتفاء، كما يحصل مع هايدجر عند الالتقاء المزعوم مع الوجود. في سرديّة سارتر، الإنسان كائن مدفوع برؤية للكمال، يسميه سارتر «كائنًا يسبب نفسه». عند الولادة في الحقيقة الماديّة التي هي جسد المرء، يجد المرء نفسه موضوعًا في الوجود. للوعي القدرة على تصوير الإمكانيات، وإيجادها، أو إبادتها.

## الخلفية

### ديكارت
تشارك وجودية سارتر منطلقها الفلسفي مع رينيه ديكارت: أول شيء يمكننا أن نكون على وعي به هو وجودنا، حتى عند الشك في كل شيء آخر (أنا أفكر، إذن أنا موجود). في رواية الغثيان، شعور الشخصية الرئيسية بالدوار تجاه وجوده الخاص تثيره الأشياء، وليس التفكير. يحدث هذا الدوار "أمام حرية المرء ومسؤوليته عن إعطاء معنى للواقع". في قطيعة مهمة مع ديكارت، يرفض سارتر أسبقية المعرفة (وهو رفض تم تلخيصه في عبارة "الوجود يسبق الماهية") ويقدم مفهوم المعرفة والوعي بشكل مختلف.

### هوسرل
تعتمد الأفكار المهمة في الوجود والعدم على ظاهراتية إدموند هوسرل. بالنسبة لكلا الفيلسوفين، الوعي قصدي، مما يعني أنه لا يوجد سوى وعي بـ شيء ما. بالنسبة لسارتر، تعني القصدية أنه لا يوجد شكل من أشكال الذات مخفي داخل الوعي (مثل الأنا المتعالية عند هوسرل). يجب أن تكون الأنا بنية خارج الوعي، حتى يمكن أن يكون هناك وعي بـ الأنا.

## ملخص
في المقدمة، يرسم سارتر نظريته الخاصة عن الوعي والوجود والظواهر من خلال نقد كل من الظاهراتيين السابقين (أبرزهم هوسرل وهايدجر) وكذلك المثاليين والعقلانيين والتجريبيين. ووفقًا له، فإن أحد الإنجازات الرئيسية للفلسفة الحديثة هو الظاهراتية لأنها دحضت أنواع الثنائيات التي اعتبرت الموجود له طبيعة "خفية" (مثل نومينون إيمانويل كانط)؛ لقد أزالت الظاهراتية "وهم العوالم التي تقف وراء الكواليس".
بناءً على دراسة طبيعة الظواهر، يصف سارتر طبيعة نوعين من الوجود، الوجود في ذاته (وجود الأشياء) والوجود لذاته. في حين أن الوجود في ذاته هو شيء لا يمكن للبشر إلا أن يقاربوه، فإن الوجود لذاته هو وجود الوعي.

### الجزء الأول، الفصل الأول: أصل العدم
من وجهة نظر سارتر الظاهراتية، العدم هو حقيقة مجرَّبة ولا يمكن أن يكون مجرد خطأ ذاتي. إن غياب صديق وغياب المال يلمحان إلى وجود للعدم. إنه جزء من الواقع. في الفصل الأول، يطور سارتر نظرية عن العدم تعتبر مركزية للكتاب بأكمله، خاصة لطرحه عن سوء النية والحرية. بالنسبة له، ليس العدم مجرد مفهوم عقلي يلخص الأحكام السلبية مثل "بيير ليس هنا" و"ليس لدي مال". على الرغم من أنه "من الواضح أن اللاوجود يظهر دائمًا ضمن حدود توقع بشري"، فإن العدم الملموس يختلف عن مجرد اللاوجود المجرد، مثل الدائرة المربعة. العدم الملموس، على سبيل المثال عدم القدرة على الرؤية، هو جزء من كلية: حياة الرجل الأعمى في هذا العالم. هذه الكلية يتم تعديلها بالعدم الذي هو جزء منها.
في كلية الوعي والظاهرة (الوجود في العالم عند هايدجر)، يمكن اعتبارهما بشكل منفصل، لكنهما لا يوجدان إلا ككل (قصدية الوعي). إن الموقف البشري القائم على التساؤل وطرح الأسئلة يضع الوعي على مسافة من العالم. كل سؤال يثير إمكانية وجود إجابة سلبية، أي اللاوجود، على سبيل المثال "من يدخل؟ لا أحد." بالنسبة لسارتر، هذه هي الطريقة التي يمكن للعدم أن يوجد بها على الإطلاق. لا يمكن أن يكون اللاوجود جزءًا من الوجود في ذاته ولا يمكن أن يكون مكملاً له. الوجود لذاته هو أصل العدم. العلاقة بين الوجود لذاته والوجود في ذاته هي علاقة تساؤل عن الأخير. من خلال جلب العدم إلى العالم، لا يبيد الوعي وجود الأشياء، ولكنه يغير علاقته بها.

### الجزء الأول، الفصل الثاني: سوء النية
يصف سارتر سوء النية بأنه خداع الذات حول الواقع الإنساني. يمكن أن يتخذ شكلين، الأول هو جعل المرء نفسه يعتقد كذبًا أنه ليس ما هو عليه في الواقع. والثاني هو تصور المرء لنفسه كشيء (على سبيل المثال، كونه متطابقًا مع وظيفة) وبالتالي إنكار حريته.
وهذا يعني بشكل أساسي أنه لكي يكون المرء نادلاً أو بقالاً، وما إلى ذلك، يجب أن يعتقد أن دوره الاجتماعي يعادل وجوده الإنساني. إن عيش حياة يحددها مهنة المرء أو طبقته الاجتماعية أو العرقية أو الاقتصادية هو جوهر "سوء النية"، وهي الحالة التي لا يستطيع فيها الناس تجاوز مواقفهم من أجل تحقيق ما يجب أن يكونوا عليه (بشراً) وما هم ليسوا عليه (نادلاً، بقالاً، إلخ). من الضروري أيضًا أن يفهم الموجود أن العدم يسمح للذات بالدخول إلى ما يسميه سارتر "التيار الإنساني العظيم". ينشأ التيار الإنساني العظيم من إدراك فريد بأن العدم هو حالة ذهنية يمكننا من خلالها أن نصبح أي شيء نرغب فيه، في إشارة إلى وضعنا.
الفرق بين الوجود وإسقاط الهوية يبقى في صميم الذوات البشرية التي تجرفها حالتها الخاصة، أي "سوء نيتها". ومن أمثلة الإسقاط التي يستخدمها سارتر نادل المقهى الذي يؤدي واجبات وتقاليد ووظائف وتوقعات نادل المقهى:
يقدم سارتر أيضًا، كمثال على سوء النية، موقف المثلي الذي ينكر أنه مثلي، لشعوره بأن "المثلي ليس مثليًا" بنفس المعنى الذي تكون فيه الطاولة طاولة أو الرجل ذو الشعر الأحمر أحمر الشعر. يجادل سارتر بأن هذا الموقف صحيح جزئيًا لأنه يقوم على "الطابع غير القابل للاختزال للواقع الإنساني"، ولكنه لن يكون صحيحًا تمامًا إلا إذا قبل المثلي أنه مثلي بمعنى أنه تبنى نمطًا من السلوك يُعرَّف بأنه سلوك مثلي، على الرغم من أنه ليس كذلك "إلى الحد الذي لا يمكن فيه تعريف الواقع الإنساني نهائيًا بأنماط السلوك".
يذكر سارتر باستمرار أنه من أجل الخروج من سوء النية، يجب على المرء أن يدرك أن وجوده وإسقاطه الرسمي للذات منفصلان تمامًا وضمن وسائل التحكم البشري. هذا الانفصال هو شكل من أشكال العدم. يتميز العدم، من حيث سوء النية، عند سارتر بالنفي الداخلي الذي يفصل بين الوجود الخالص والهوية، وبالتالي فإننا نخضع للعب حياتنا بطريقة مماثلة. مثال على ذلك هو شيء هو ما هو عليه (الوجود) وشيء هو ما ليس عليه (نادل يحدده مهنته).
ومع ذلك، يتخذ سارتر موقفًا ضد وصف سوء النية بأنه مجرد "مواقف اجتماعية". يقول سارتر: "أنا لست أبدًا أيًا من مواقفي، أيًا من أفعالي". المتحدث الجيد هو الذي يلعب دور التحدث لأنه لا يمكن أن يكون متحدثًا. هذا يعني حرفيًا أنه، مثل نادل المقهى، ليس المتحدث حالته أو تصنيفه الاجتماعي، ولكنه متحدث يستهلكه سوء النية. وهكذا، يجب أن ندرك ما نحن عليه (كائنات موجودة) وما لسنا عليه (انشغال اجتماعي/تاريخي) من أجل الخروج من سوء النية. ومع ذلك، يجب على الموجودين (البشر) الحفاظ على توازن بين الوجود وأدوارهم والعدم ليصبحوا كائنات أصيلة.
بالإضافة إلى ذلك، من المبادئ المهمة لسوء النية أنه يجب علينا أن نمارس القليل من "حسن النية" من أجل الاستفادة من دورنا للوصول إلى وجود أصيل. المجال الأصيل لسوء النية هو إدراك أن الدور الذي نلعبه هو الكذبة. أن نعيش ونسقط في المستقبل كمشروع للذات، مع الابتعاد عن سوء النية والعيش بإرادة الذات، هو أن نعيش الحياة بشكل أصيل.
أحد أهم تداعيات سوء النية هو إلغاء الأخلاق التقليدية. أن تكون "شخصًا أخلاقيًا" يتطلب من المرء أن ينكر الدوافع الأصيلة (كل ما يجعلنا بشرًا) وأن يسمح لإرادة شخص آخر بتغيير أفعاله. أن تكون "شخصًا أخلاقيًا" هو أحد أشد أشكال سوء النية. يصف سارتر هذا بشكل أساسي بأنه "إيمان سوء النية" الذي هو، ولا ينبغي أن يكون، في رأي سارتر، في صميم وجود المرء. لدى سارتر رأي متدنٍ جدًا في الأخلاق التقليدية، ويدينها كأداة للبرجوازية للسيطرة على الجماهير.
ينتج سوء النية أيضًا عندما يبدأ الأفراد في رؤية حياتهم على أنها مكونة من أحداث ماضية متميزة. من خلال رؤية الأنا كما كانت في الماضي بدلاً من رؤيتها كما هي حاليًا، ينتهي الأمر بالمرء إلى نفي الذات الحالية واستبدالها بذات ماضية لم تعد موجودة.

### الجزء الثالث، الفصل الأول: النظرة
إن مجرد الحضور المحتمل لشخص آخر يجعل المرء ينظر إلى نفسه كشيء ويرى عالمه كما يبدو للآخر. لا يتم ذلك من موقع محدد خارج الذات، ولكنه غير موضعي. هذا هو اعتراف بالذاتية لدى الآخرين.
هذا التحول يكون أكثر وضوحًا عندما يرى المرء مانيكان يخلط بينه وبين شخص حقيقي للحظة.
- بينما يعتقدون أنها شخص، يتحول عالمهم. الأشياء الآن تفلت منهم جزئيًا؛ لديهم جوانب تخص الشخص الآخر، وبالتالي لا يمكن معرفتها بالنسبة لهم. خلال هذا الوقت، لم يعد بإمكان المرء أن يكون له ذاتية كلية. العالم الآن هو عالم الشخص الآخر، عالم غريب لم يعد يأتي من الذات، بل من الآخر. الشخص الآخر هو "تهديد لنظام وترتيب عالمك بأسره... عالمك فجأة تطارده قيم الآخر، التي ليس لديك سيطرة عليها".[13]
- عندما يدركون أنها مانيكان، وليست ذاتية، يبدو أن العالم يعود مرة أخرى، ويعودون مرة أخرى إلى مركز الكون. هذا هو العودة إلى نمط الوجود ما قبل الانعكاسي، إنه "عين الكاميرا الموجودة دائمًا ولكن لا تُرى أبدًا".[13] الشخص مشغول ومنهمك جدًا بحيث لا يستطيع التفكير في الذات.[14] هذه العملية مستمرة، لا مفر منها، وحتمية.[13]

### الوجود من أجل الآخرين
يذكر سارتر أن العديد من العلاقات تنشأ من خلال انجذاب الناس ليس إلى شخص آخر، بل إلى الطريقة التي يجعلهم بها ذلك الشخص يشعرون تجاه أنفسهم من خلال الطريقة التي ينظرون بها إليهم. هذه حالة من الاغتراب العاطفي حيث يتجنب الشخص تجربة ذاتيته من خلال تعريف نفسه بـ "نظرة" الآخر. والنتيجة هي الصراع. من أجل الحفاظ على وجود الشخص، يجب عليه التحكم في الآخر، ولكن يجب عليه أيضًا التحكم في حرية الآخر "كحرية". هذه العلاقات هي مظهر عميق من مظاهر "سوء النية" حيث يتم استبدال الوجود لذاته بحرية الآخر. الغرض من أي من المشاركين ليس الوجود، بل الحفاظ على نظرة المشارك الآخر إليه. غالبًا ما يُطلق على هذا النظام عن طريق الخطأ اسم "الحب"، لكنه في الواقع ليس أكثر من اغتراب عاطفي وإنكار للحرية من خلال الصراع مع الآخر. يعتقد سارتر أنه غالبًا ما يتم إنشاؤه كوسيلة لجعل الكرب الذي لا يطاق لعلاقة الشخص بـ "واقعيته" (جميع التفاصيل الملموسة التي توجد على خلفيتها الحرية الإنسانية وتكون محدودة بها، مثل مكان وزمان الولادة) محتملًا. في أقصى حالاته، يمكن أن يصبح الاغتراب شديدًا لدرجة أنه بسبب الشعور بالذنب لكونهم مستعبدين بشكل جذري لـ "النظرة" وبالتالي يفتقدون حرياتهم بشكل جذري، يمكن للمشاركين تجربة مواقف ماسوشية وسادية. يحدث هذا عندما يتسبب المشاركون في الألم لبعضهم البعض، في محاولة لإثبات سيطرتهم على نظرة الآخر، التي لا يمكنهم الهروب منها لأنهم يعتقدون أنهم مستعبدون جدًا للنظرة لدرجة أن تجربة ذاتيتهم ستكون لا تطاق بنفس القدر.

#### الجنس
يوضح سارتر أن "النظرة" هي أساس الرغبة الجنسية، معلنًا أنه لا يوجد دافع بيولوجي للجنس. بدلاً من ذلك، فإن "التجسد المتبادل المزدوج" هو شكل من أشكال الوعي المتبادل الذي يعتبره سارتر في صميم التجربة الجنسية. وهذا ينطوي على الاعتراف المتبادل بذاتية من نوع ما، كما يصف سارتر: "أجعل نفسي لحمًا لدفع الآخر إلى تحقيق لحمها الخاص لنفسها ولي. لمستي تجعل لحمي يولد لي بقدر ما هو للآخر لحم يجعلها تولد كلحم."
حتى في الجنس (وربما خاصة في الجنس)، يطارد الرجال والنساء حالة يكون فيها الوعي والوجود الجسدي في وئام تام، مع إشباع الرغبة. ومع ذلك، لا يمكن أن توجد مثل هذه الحالة أبدًا. نحاول أن نخرج وعي الحبيب إلى سطح جسده باستخدام الأفعال السحرية التي يتم إجراؤها، والإيماءات (القبلات، والرغبات، وما إلى ذلك)، ولكن في لحظة هزة الجماع ينتهي الوهم ونعود إلى أنفسنا، تمامًا كما ينتهي عندما يصل المتزلج إلى سفح الجبل أو عندما تفقد السلعة التي كنا نرغب فيها بريقها بمجرد شرائها. لن تكون هناك، بالنسبة لسارتر، مثل هذه اللحظة من الاكتمال لأن "الإنسان عاطفة عديمة الجدوى" ليكون ens causa sui، إله البرهان الأنطولوجي.

#### العدم
يؤكد سارتر أن الوجود البشري هو لغز حيث يوجد كل واحد منا، طالما نحن على قيد الحياة، ضمن حالة عامة من العدم (اللاشيئية)—والتي تسمح في النهاية بالوعي الحر. ومع ذلك، في نفس الوقت، داخل وجودنا (في العالم المادي)، نحن مقيدون باتخاذ خيارات واعية ومستمرة.
هذه الثنائية هي التي تسبب الكرب، لأن الاختيار (الذاتية) يمثل حدًا للحرية ضمن مجموعة غير مقيدة من الأفكار. وبالتالي، يسعى البشر إلى الهروب من كربهم من خلال بنيات موجهة نحو العمل مثل الهروب أو التصورات أو الرؤى (مثل الأحلام) المصممة لتوجيهنا نحو نهاية ذات معنى، مثل الضرورة والمصير والحتمية (الله)، وما إلى ذلك. وهكذا، في عيش حياتنا، غالبًا ما نصبح ممثلين غير واعين—برجوازيين، نسويين، عمال، أعضاء حزب، فرنسيين، كنديين أو أمريكيين—كل منهم يفعل ما يجب عليه لتحقيق مصائر شخصياته المختارة.
ومع ذلك، يؤكد سارتر أن خياراتنا الواعية (التي تؤدي إلى أفعال غير واعية غالبًا) تتعارض مع حريتنا الفكرية. ومع ذلك، نحن مرتبطون بالعالم المشروط والمادي—الذي يتطلب دائمًا شكلاً من أشكال العمل. وهذا يؤدي إلى أحلام فاشلة بالاكتمال، كما وصفها سارتر، لأننا حتمًا غير قادرين على سد الفجوة بين نقاء وعفوية الفكر والفعل المقيد للغاية؛ بين الوجود والعدم اللذين يتزامنان بطبيعتهما في ذاتنا.
وصفة سارتر للتحقق هي الهروب من جميع المساعي من خلال إكمالها. ويتم ذلك عن طريق فرض النظام بقوة على العدم، واستخدام "روح (أو وعي العقل) الجدية" ووصف الفشل في القيام بذلك بمصطلحات مثل "سوء النية" و"الوعي الزائف". على الرغم من أن استنتاج سارتر يبدو أن الوجود يتضاءل أمام العدم لأن الوعي ربما يعتمد على العفوية أكثر من اعتماده على الجدية المستقرة، إلا أنه يؤكد أن أي شخص ذي طبيعة جادة ملزم بالنضال المستمر بين شيئين:
أ) الرغبة الواعية في تحقيق الذات السلمي من خلال الأفعال الجسدية والأدوار الاجتماعية—كما لو كان يعيش داخل لوحة يرسمها بنشاط لنفسه
ب) العفوية الأكثر نقاءً وثورة لوعي اللا شيء، والحرية الفورية في قلب أدوار المرء، وجمع أغراضه، والانطلاق في مسارات جديدة

#### الأنطولوجيا الظاهراتية
في رأي سارتر، الوعي ليس له معنى في حد ذاته: فهو ينشأ فقط كوعي بالأشياء. لذلك، فإن الوعي دائمًا وأساسًا وعي بشيء ما، سواء كان هذا "الشيء" شيئًا، أو شخصًا، أو شيئًا خياليًا، إلخ. غالبًا ما يشير الظاهراتيون إلى هذه النوعية من الوعي باسم "القصدية". مساهمة سارتر إذن، هي أنه بالإضافة إلى كونه دائمًا وعيًا بشيء ما، فإن الوعي هو دائمًا وعي بذاته. بعبارة أخرى، كل وعي، بحكم تعريفه، هو وعي بالذات. وبـ "الوعي بالذات"، لا يعني سارتر أن يكون المرء واعيًا بنفسه كشيء (على سبيل المثال، "الأنا" الخاصة به)، بل بالأحرى أن الوعي، كظاهرة في العالم، يظهر ويظهر لنفسه في نفس الوقت. من خلال الظهور لنفسه، يجادل سارتر بأن الوعي شفاف تمامًا؛ على عكس "الشيء" العادي (منزل، على سبيل المثال، من المستحيل إدراك جميع جوانبه في نفس الوقت)، فإن الوعي "يرى" جميع جوانب نفسه في وقت واحد. هذه النوعية غير الموضعية للوعي هي التي تجعل منه نوعًا فريدًا من الوجود، وجودًا يوجد لذاته.

### نقد فرويد
يقدم سارتر نقدًا لنظرية المحلل النفسي سيغموند فرويد عن اللاوعي، استنادًا إلى الادعاء بأن الوعي هو في الأساس وعي بالذات. يجادل سارتر أيضًا بأن نظرية فرويد في الكبت معيبة داخليًا. وفقًا لسارتر، في عمله السريري، واجه فرويد مرضى بدا أنهم يجسدون نوعًا معينًا من المفارقة—بدا أنهم يعرفون ولا يعرفون نفس الشيء. ردًا على ذلك، افترض فرويد وجود اللاوعي، الذي يحتوي على "حقيقة" الصدمات الكامنة وراء سلوك المرضى. هذه "الحقيقة" يتم قمعها بنشاط، وهو ما يتضح من مقاومة المرضى لكشفها أثناء التحليل. ولكن ما الذي يقاوم إذا كان المرضى غير مدركين لما يقمعونه؟ يجد سارتر الإجابة في ما يسميه فرويد "الرقيب". "المستوى الوحيد الذي يمكننا تحديد رفض الذات عليه"، يكتب سارتر، "هو مستوى الرقيب." علاوة على ذلك:

## الاستقبال
يُعتبر الوجود والعدم أهم عمل فلسفي لسارتر، وأهم تعبير غير روائي عن وجوديته. كتب الوجودي المسيحي غابرييل مارسيل أنه ذو أهمية "لا جدال فيها" ويصنف ضمن أهم المساهمات المقدمة للفلسفة العامة. بينما أشار مارسيل إلى تأثير هايدجر على "الشكل على الأقل" من الوجود والعدم، لاحظ أيضًا أن سارتر اختلف عن الآراء التي عبر عنها هايدجر في الوجود والزمان (1927) بطرق مهمة، وأن مساهمات سارتر كانت أصلية. اعتبر مارسيل تحليل سارتر لسوء النية "أحد أبرز وأقوى" أجزاء الوجود والعدم، وكتب أنه منع حجج سارتر من أن تكون مجردة بحتة. رأى مارسيل أن أحد أهم مزايا العمل هو إظهار "أن شكلاً من أشكال الميتافيزيقيا الذي ينكر أو يرفض النعمة ينتهي حتمًا بوضع صورة عالم ضامر ومتناقض أمامنا حيث يكون الجزء الأفضل من أنفسنا غير قادر في النهاية على التعرف على نفسه".
انتقد الفيلسوف جان فال حجج سارتر حول موضوع "العدم". ووصف الفيلسوف فريدريك كوبلستون وجهة نظر سارتر بأن جميع الأفعال البشرية هي نتيجة الاختيار الحر بأنها "غير قابلة للتصديق إلى حد كبير"، على الرغم من أنه أشار إلى أن سارتر لديه طرق للدفاع عن موقفه. كما أعرب عن تعاطفه مع نقد مارسيل لسارتر، ووصف وجهة نظر سارتر عن الحرية بأنها "عدمية" وربما غير متسقة مع بعض آراء سارتر الأخرى. كتب الفيلسوف أ. ج. آير أنه، بصرف النظر عن بعض الرؤى النفسية، كان الكتاب "أطروحة ميتافيزيقية طنانة" و "بشكل أساسي تمرين في إساءة استخدام فعل 'الكينونة'".
أشادت الكاتبة سوزان سونتاغ بمناقشات سارتر حول الجسد والعلاقات الملموسة مع الآخرين. واعتبرتها جزءًا من تقليد فرنسي من التفكير الجاد حول المشاكل ذات الأهمية الأساسية. كتب الباحث الأدبي جون ب. فيكري أن الوجود والعدم يشبه كتاب السير جيمس جورج فريزر الغصن الذهبي (1890) في الطريقة التي يدمج بها مؤلفه "علم النفس والحس الملموس للرواية"، على الرغم من أنه اعتبره أقل قابلية للقراءة من عمل فريزر. قارنت الفيلسوفة إيريس مردوك الوجود والعدم بكتاب جيلبرت رايل مفهوم العقل (1949). وأكدت أن الفلسفة القارية تشترك في نفس التوجه العام مع الفلسفة التحليلية الإنجليزية. وفقًا للفيلسوف ستيفن كرويل، أصبح الوجود والعدم يُنظر إليه على أنه قديم بحلول وفاة سارتر في عام 1980، لأن تركيزه على الوعي المرتبط بـ "الذاتية وعلم النفس اللذين تخلصت منهما البنيوية والفلسفة التحليلية أخيرًا".
انتقد الفيلسوف ديفيد بيرز نقد سارتر لفرويد، واصفًا إياه بأنه معقد ولكنه مصاغ بشكل غير دقيق ومفتوح لاعتراضات محتملة. وصف الفيلسوف توماس بالدوين الوجود والعدم بأنه عمل تشاؤمي. وكتب أن حجة سارتر بأن نظرية فرويد في الكبت معيبة داخليًا تستند إلى سوء فهم لفرويد، وأن محاولات سارتر لتكييف أفكار فرويد ذات أهمية أكبر. أشار المخرج ريتشارد إير إلى أن الوجود والعدم كان شائعًا بين الطلاب البريطانيين في الستينيات، لكنه يشير إلى أنه بينهم كان العمل عادة لا يقرأ.
أشاد العديد من المؤلفين، بما في ذلك عالم الاجتماع موراي س. ديفيس، والفلاسفة روجر سكروتن وماكسين شيتس-جونستون، والطبيب فرانك غونزاليس-كروسي، بسارتر لمساهماته في فلسفة الجنس. أرجع ديفيس الفضل إلى سارتر في كونه أول مؤلف يقدم تحليلًا ظاهراتيًا للجنس. أرجع سكروتن الفضل إلى سارتر في تقديمه "ربما التحليل الفلسفي الأكثر حدة" للرغبة الجنسية وجادل بشكل صحيح بأن معاملة الرغبة الجنسية على أنها معادلة للشهية تتجاهل "المكون الشخصي للاستجابات الجنسية البشرية". ووصف تأملات سارتر حول اللزج بأنها "مشهورة". كما أرجع الفضل إلى سارتر في تقديمه "دفاعًا مذهلاً عن السادية المازوخية"، ووصف الوجود والعدم بأنه "عمل عظيم في اللاهوت ما بعد المسيحي". أرجع غونزاليس-كروسي الفضل إلى سارتر في إدراكه أنه من غير الصحيح مساواة الرغبة الجنسية بالرغبة في الأفعال الجنسية. اعتقدت شيتس-جونستون أن سارتر قدم تحليلًا دقيقًا للحياة الجنسية البشرية. وأشادت بفهمه للرغبة بشكل عام واقترحت أن آراءه حول هذا الموضوع استبقت آراء الفيلسوف ميشال فوكو. واعتقدت أن آراءه تحتوي على حقيقة كبيرة وتناقضات داخلية. واقترحت أنه على الرغم من انتقاده لفرويد، فإن آراءه حول النساء والحياة الجنسية للإناث كانت مشابهة في بعض النواحي لآراء فرويد. تحدد نعومي غرين، التي تجادل بوجود "نفور من الحياة الجنسية" في أعمال سارتر، وجود "تحيز واضح ضد الجنس" في الوجود والعدم.

## روابط خارجية
- الوجود والعدم: مقال في الأنطولوجيا الظاهراتية، بقلم جان بول سارتر، مطبعة القلعة، 2001
- ملاحظات محاضرة حول الوجود والعدم لسارتر بقلم البروفيسور سبيد في جامعة إنديانا.
- د. بوب زونجيك: الوجود والعدم لسارتر (مخطط تفصيلي)
- الوجود والعدم